# Schronisko pod Kozicą
Schronisko pod Kozicą (słow. chata Kamzík, niem. Hotel zur Gemse, Hotel Gemse, węg. Zerge-szálló) – nieistniejące schronisko stojące dawniej w słowackich Tatrach Wysokich, u zbiegu Doliny Staroleśnej i Doliny Małej Zimnej Wody.
W 1883 r. w węgierskim regionalnym czasopiśmie „Tátra-Vidék” pojawił się artykuł Antona Döllera, wówczas urzędującego wiceprezesa Węgierskiego Towarzystwa Karpackiego (MKE), w którym nakreślił on projekt budowy wysokogórskiego ośrodka turystyczno-wypoczynkowego w rejonie Siodełka. W miejscu, w którym na Staroleśnej Polanie istniała już wówczas Rainerowa Chatka, planował on budowę nowego hotelu turystycznego, dla którego już wtedy zaproponował nazwę "Kamzík". Ten kompleksowy plan nie został nigdy zrealizowany.
Późniejszą chatę "Kamzík" postawiła w roku 1884 gmina Stara Leśna na swoich gruntach w Dolinie Zimnej Wody jako leśniczówkę, tuż obok chaty Rainera. Drewniany, piętrowy budynek wzniesiony był na granitowej podmurówce i nakryty dwuspadowym dachem.
Leśniczówka stojąca na wysokości ok. 1300 m n.p.m. dość szybko zaczęła pełnić funkcję schroniska. Urządzono w niej 8 sypialni, salę restauracyjną i kuchnię. Pierwszym dzierżawcą schroniska został T. Brische.
W roku 1901 schronisko przeszło na własność Węgierskiego Zarządu Lasów Państwowych. Nowy właściciel rozbudował je, dostawiając w 1907 r. wzdłuż dwóch boków budynku wysokie podmurówki, na których powstała nowa, większa sala restauracyjna. Po I wojnie światowej w 1918 r. schronisko przeszło pod zarząd KČST. W 1924 r. doprowadzono do niego prąd elektryczny. W 1932 r. poszerzono obiekt o przestronną, oszkloną werandę, pełniącą równocześnie funkcję letniej jadalni. Wraz z kolejnymi rozbudowami (m.in. w 1935 r.) pojemność schroniska zwiększyła się do 100 łóżek. Słynęło ono z miłej atmosfery i dobrej kuchni. Po II wojnie światowej przejęła je instytucja pn. Reštaurácie a jedálne, która w 1955 r. przeprowadziła ostatnią większą przebudowę obiektu. M. in. zaprowadzono centralne ogrzewanie, do każdej sypialni doprowadzono zimną i ciepłą wodę, została przebudowana kuchnia i jadalnia.
Na samym początku lat 70. XX wieku "Kamzík" był najstarszym czynnym schroniskiem tatrzańskim. W swej historii pięciokrotnie było zagrożone zniszczeniem przez pożar, jednak za każdym razem ogień szybko ugaszono i nie doszło do większych szkód. Z czasem jednak chata zaczęła podupadać, a w latach 1979–1980 zamknięte od 1978 roku schronisko rozebrano. Fundamenty chaty wyburzono i wywieziono z Tatr w latach 2006-2007.
Nazwa obiektu nawiązywała do wypchanej kozicy, stojącej w schronisku.